# Procida
Procida är en ort och kommun i storstadsregionen Neapel, innan 2015 provinsen Neapel, i regionen Kampanien i Italien. Kommunen hade 1 465 invånare (2017) och består av ön Procida och en liten ö Vivara i Neapelbukten. Ön ligger mellan fastlandet och ön Ischia.